# Mineral del Monte
Esta página se refiere a una localidad. Para el municipio homónimo véase Municipio de Mineral del Monte
Mineral del Monte es una localidad cabecera del municipio de Mineral del Monte del estado de Hidalgo, en el centro de México. La ciudad tiene una tradición de la cocina de pastes, es famosa por sus minas de plata y su considerable afluencia turística. 
En tiempos del Virreinato se le daba el nombre de Real por estar bajo el dominio de la Corona española, y del Monte por estar rodeada por montes; por tal motivo es más conocido como Real del Monte y, debido a la inmigración inglesa en el siglo XIX, es apodado el pequeño Cornualles.

## Toponimia
Antes de la conquista de México, era conocido con el nombre de "MAGOTSI" del otomí "Ma", que significa altura y "Gohtsi", paso, portillo, portezuelo, dado que precisamente era el paso entre el Señorío de Metztitlán, en la Huasteca, y la Gran Tenochtitlán.
En el transcurso de la dominación española se cambió por el de "Real del Monte", debido a la costumbre establecida durante la Colonia de llamar así a todo lo que se encontraba bajo el dominio de la Corona española, particularmente en los centros mineros.

## Historia

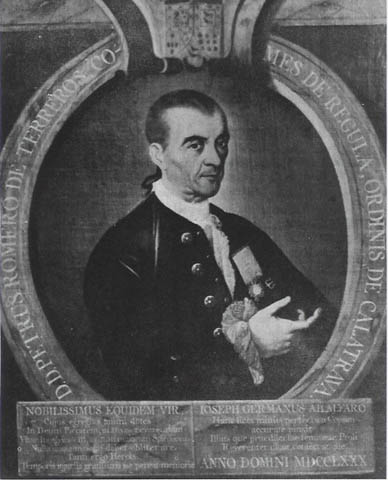
Pedro Romero de Terreros, I conde de Regla. Fundador del Nacional Monte de Piedad y dueño de distintas vetas en el estado.

### Época Precolombina
De los toltecas se dice que conocían las turquesas, y encontraron las minas y el Monte de plata, del oro, del cobre, del estaño, del metal de la luna; y de los mexicas, dieron oro y plata para que gozaran Huitzilopochtli, lo que significa que cuando los mexicas llegaron, los toltecas ya explotaban las minas en la actual sierra de Pachuca.

### Periodo Virreinal
El Municipio de Mineral del Monte, tiene su origen en la Nueva España, remontándose a la época en que arribaron los mineros ingleses cuando ya existían caminos que lo comunicaban con Pachuca y las Haciendas de Beneficio, sitas hacia el norte hasta San Miguel Regla y Santa María Regla.
Es también conocido por sus minas de plata explotadas por Don Pedro Romero de Terreros en el siglo XVIII y posteriormente por los ingleses en el siglo XIX, quienes trajeron a esta región, las primeras máquinas de vapor, el fútbol y el platillo típico, los pastes.
En la huelga minera de 1766 Pedro Romero de Terreros, pretendió suprimir el partido y los jornales que pagaba y aumentar al doble las cargas de trabajo para obtener mayores ganancias, el 15 de agosto los mineros de Real del Monte se lanzaron a la huelga, y se trasladaron a Pachuca a manifestarse. Este movimiento se toma como el primer antecedente de los movimientos de huelga en México.

### Inmigración córnica e inglesa

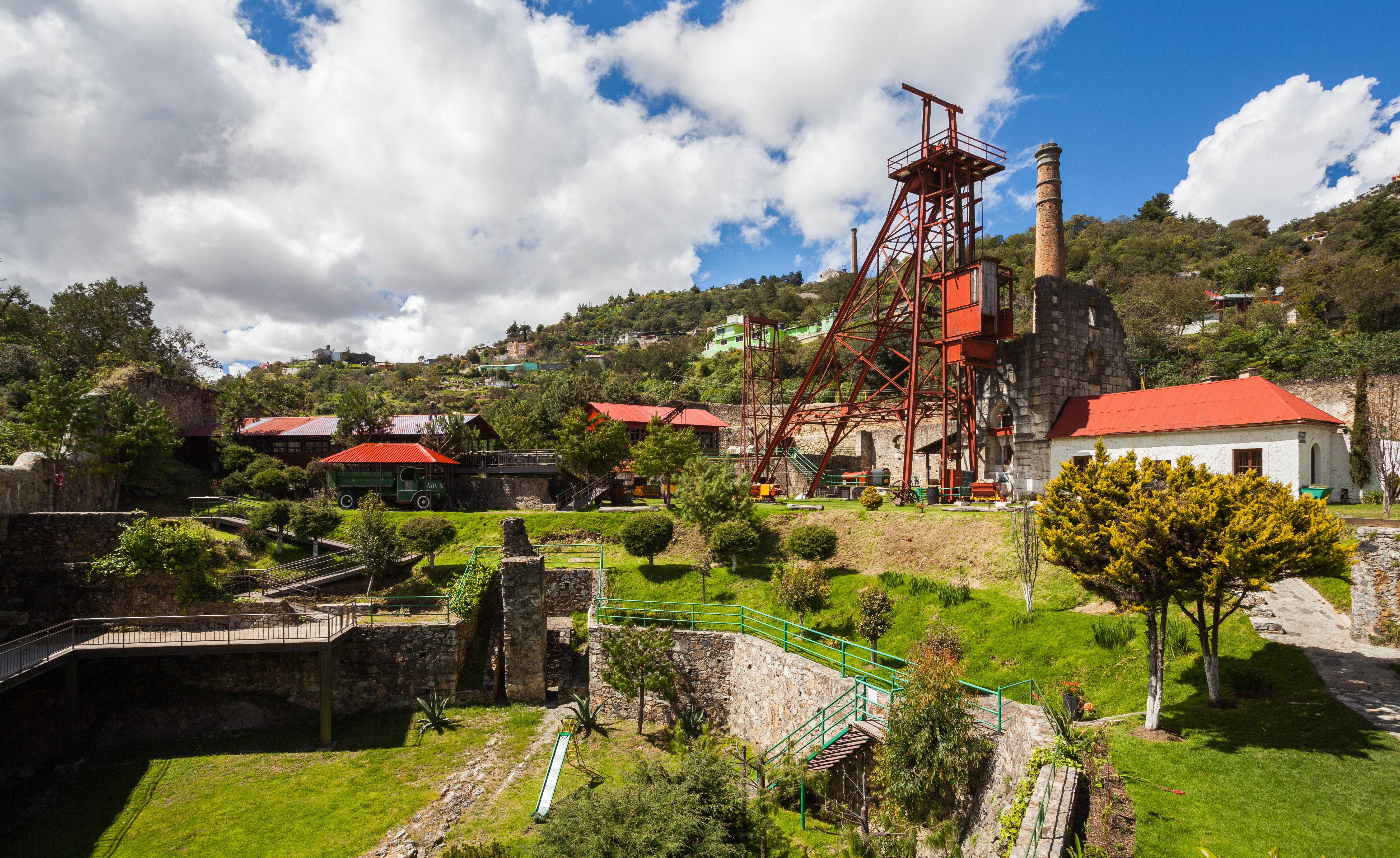
Mina de Acosta. Inicia sus trabajos en 1727 y mantiene su actividad productiva hasta 1985. En 2001 se transforma en un museo.

Después de la Independencia de México las minas fueron abandonadas, motivo por el que se pusieron en marcha varios proyectos de inversión en el extranjero a fin de atraer capitales, para rehabilitar y trabajar las minas. José María Romero de Terreros III conde de Regla, dirigió su atención hacia Inglaterra; solicitó a José Rodrigo Castelazo que escribiera un opúsculo (obra científica de poca extensión) sobre las condiciones que guardaban sus minas, las cuales fueron descritas con exactitud en el Manifiesto de la Riqueza de la Negociación de Minas Conocida por la Veta Vizcaína, escrito y publicado en 1820.
Para 1823 envía a Londres una propuesta de inversión, y transfiere la autorización de buscar inversionistas a Thomas Kinder John Staples quien se dirigió a John Taylor empresario minero de Cornualles. El 16 de enero de 1824 se da el alquiler de las minas, y la adquisición de la Mina de Morán en Real del Monte, propiedad de Tomás Murphy. El 4 de febrero siguiente tuvo lugar una segunda reunión, en la que se crea la Compañía de Caballeros Aventureros de la Minas de Pachuca y Real del Monte. El 6 de marzo de 1824, Taylor firma acuerdos con Kinder (representante del III conde de Regla) y otro con John Murphy (apoderado de su hermano Tomás), mediante los cuales la compañía tomó en alquiler las numerosas minas de Real del Monte.
El primer grupo, compuesto por 15 técnicos ingleses, comandado por James Vetch, arribó a México el 11 de junio de 1824 y se establecieron en el distrito minero de Pachuca-Real del Monte, la mayoría de los inmigrantes a esta región procedían de las zonas mineras de Camborne, Redruth y Gwennap. En 1825 de Falmouth, parte una flotilla de cuatro barcos (Melpomene, General Phipps, Sarah y Courier) transportando un grupo de mineros y 1500 toneladas de equipamiento, incluyendo nueve máquinas de balancín Cornish con sus correspondientes calderas y otro equipo auxiliar; el grupo desembarcó en la playa de Mocambo en Veracruz, muchas de las barcazas que transportaban desde el barco las piezas naufragaron, se emplearon ocho semanas en salvar lo que había quedado de la carga. Al llevar a cabo el traslado, fue necesario ampliar caminos, construir carros especiales y comprar infinidad de animales de tiro para jalarlos, el viaje duró aproximadamente un año, finalmente en mayo de 1826, las máquinas y enseres estaban ya en Real del Monte.
Los principales lugares de trabajo serían las minas de Galupe, Santa Teresa, San Cayetano, Dolores, Santa Brígida, Acosta, San Pedro y Corteza. Había 3500 mineros córnicos y sus familias viviendo en Pachuca y Real del Monte. Los conflictos laborales con los operarios mexicanos sucedieron en los años 1828, 1833, 1840-1841 y 1845; debido a la fuga de trabajadores calificados y problemas salariales. Explotarían las minas hasta 1848, año en que se vendieron sus posesiones a la negociación mexicana de Mackintoch, Escandón, Beistegui, y John Rule.

### SigloXIX

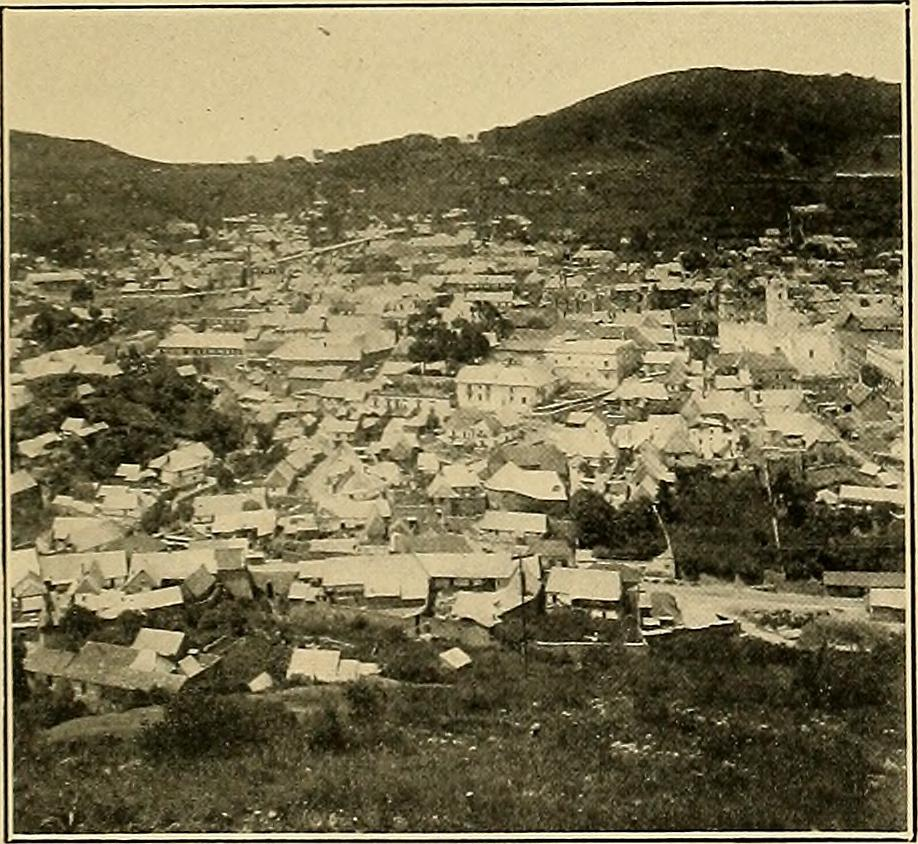
Panorámica de Real del Monte en 1911.

En 1847 la intervención estadounidense, en la región provoca la salida de mineros de origen Irlandés, debido a la activa participación del batallón de San Patricio; y se relacionan con los ingleses, debido principalmente al idioma, esto genera en 1848 la creación de la Compañía Real del Monte y Pachuca (CRDMyP) con capital estadounidense y mexicano. Esta compañía mantuvo una política favorable a la preservación de la planta de trabajadores córnicos.
En 1850, se reiniciaron los trabajos (especialmente en la Mina del Rosario), y ocurrió tal bonanza que Pachuca se quintuplicó por la afluencia de trabajadores. Entre 1850 y 1855 se contrató a un gran número de cornish para manejar la maquinaria y para reponer al personal que años antes había despedido la Compañía de los Aventureros. Entre 1872 y 1875 junto con una grave crisis económica, se dan en la empresa conflictos laborales a todos los niveles. A partir de 1875 el personal extranjero que arribó a Real del Monte y Pachuca fue cada vez menor y para 1906 esta política de asociación se termina.
Porfirio Díaz, quien el 20 de octubre de 1861 al referirse a los combates que sostuvo contra las tropas reaccionarias del general Leonardo Márquez en Pachuca y a las que persiguió hasta Atotonilco, dice haber vuelto a Real del Monte, donde el general Santiago Tapia, Jefe de las Fuerzas, acuarteló a las tropas que participaron en la persecución y después de permanecer 4 o 5 días para enterrar muertos, volvieron a la capital.
El 8 de noviembre de 1866, en el Rancho de los Britos conocido actualmente como "Casas Quemadas", tuvo lugar una acción militar encabezada por el coronel José María Pérez, oriundo de Omitlán, en la que participaron los barreteros, el coronel Guillermo E. Pascoe y otro coronel más, apellidado Padrón, contra una fuerza de austríacos. El Coronel Pérez y su idea principal consistía en atacar a la ciudad de Pachuca.

## Geografía

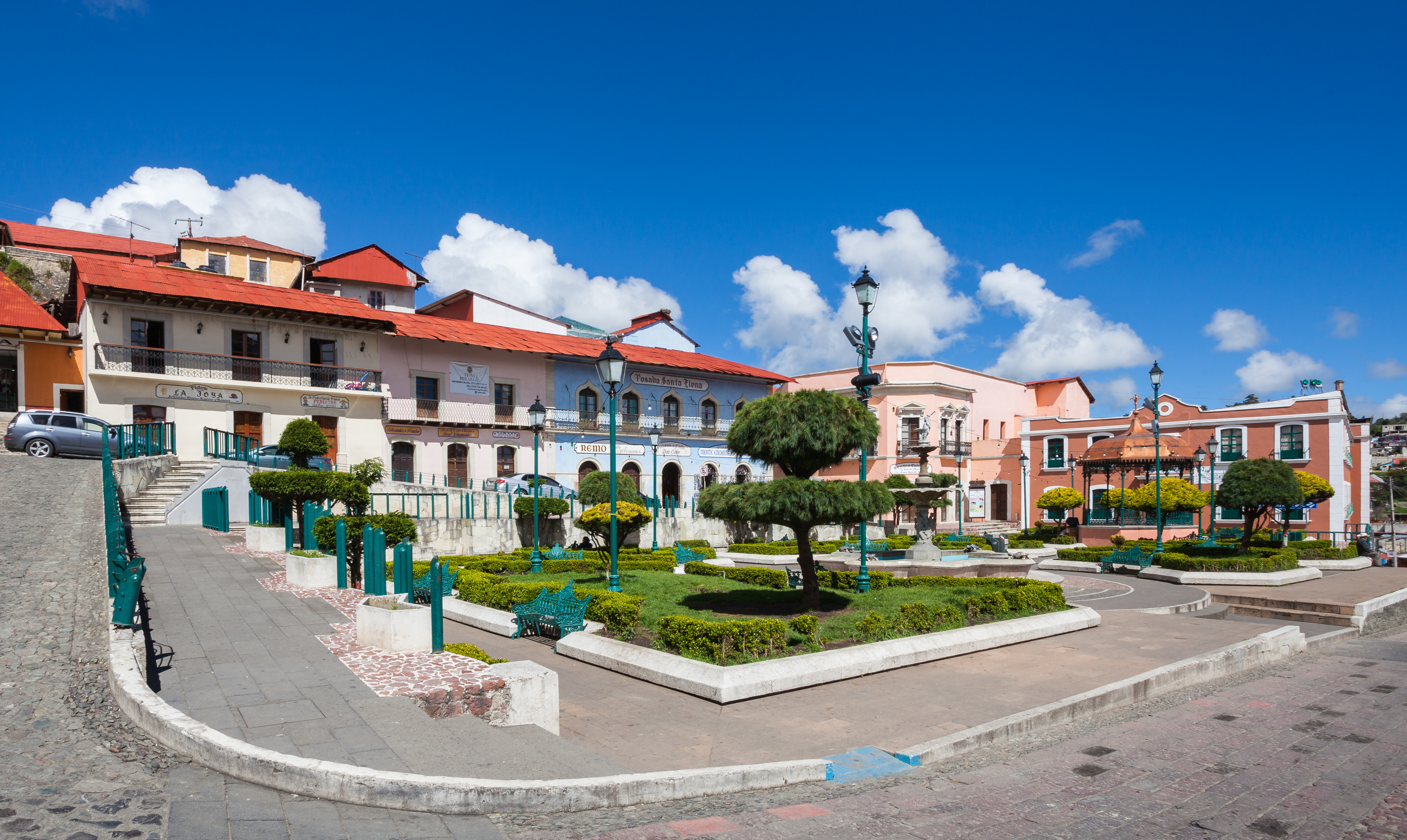
Plaza principal.

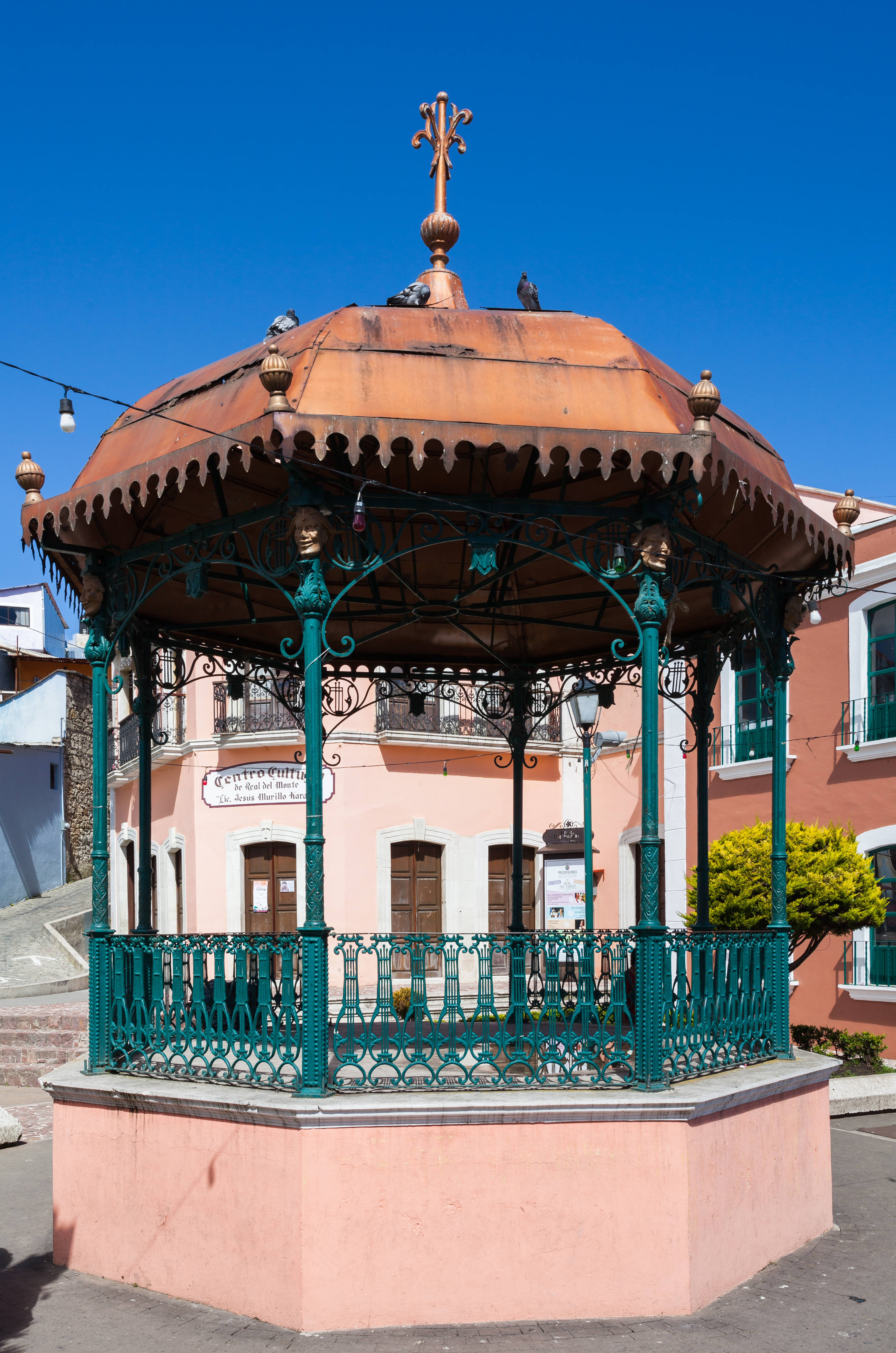
Detalle del quiosco.

### Ubicación
Se localiza al centro del estado de Hidalgo entre los paralelos 20°8′21″ de latitud norte, a los 98°40′18″ de longitud oeste, con una altitud de 2712 metros sobre el nivel del mar. Está ubicado a 12 km de Pachuca de Soto, 196 km de Huejutla, 82 km de Ixmiquilpan, 94 km de Tula de Allende y a 61 km de Tulancingo de Bravo. Se encuentra en la región geográfica del estado de Hidalgo denominada Comarca Minera.

### Clima

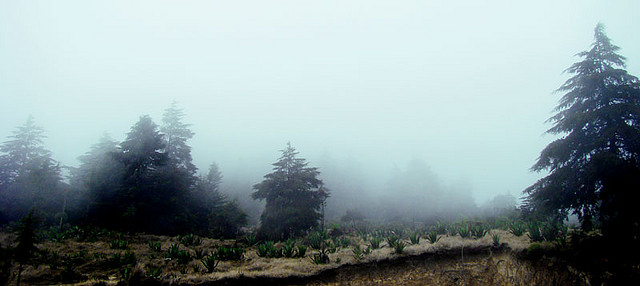
Parque estatal Bosque el Hiloche a las afueras de Mineral del Monte.

Debido principalmente a su altitud, en la población predomina el clima frío. La región se nubla con facilidad y llueve con frecuencia, acentuándose el clima frío durante el invierno; ocasionalmente neva.
La precipitación fluvial anual asciende a 951 mm, y la temperatura media anual a 12,1 grados centígrados, registrándose por otra parte un promedio de 42 heladas al año. La región se nubla con facilidad y llueve con frecuencia, acentuándose el clima frío durante el invierno; ocasionalmente nieva; registrándose por otra parte un promedio de 42 heladas al año
En el municipio se registró la última nevada el 3 de enero de 2008; con temperaturas que llegaron hasta los -5 °C, condiciones que afectaron a la ciudad. El 2 de marzo de 2013, se registró una temperatura de -3.5 °C; en Pachuca, Mineral de la Reforma y Mineral del Monte se registró caída de aguanieve.

### Relieve e hidrográfica
En cuanto a fisiografía, se encuentra dentro de la provincia de la Eje Neovolcánico dentro de la subprovincia de Llanuras y Sierras de Querétaro e Hidalgo; su terreno es de llanura. En lo que respecta a la hidrografía se encuentra posicionado en la región Panuco, dentro de la cuenca del río Moctezuma, en la subcuenca del río Amajac. En un ámbito local, se localiza en el sistema montañoso denominado sierra de Pachuca.

## Demografía
De acuerdo con el Censo de Población y Vivienda 2020 del INEGI; la ciudad tiene una población de 11 149 habitantes, lo que representa el 77.83 % de la población municipal. De los cuales 5255 son hombres y 5894 son mujeres; con una relación de 89.16 hombres por 100 mujeres.  Tiene 2499 viviendas particulares habitadas; un grado de marginación bajo y un grado de rezago muy bajo.
Las personas que hablan alguna lengua indígena, es de 38 personas, alrededor del 0.34 % de la población de la ciudad. En la ciudad hay 130 personas que se consideran afromexicanos o afrodescendientes, alrededor del 1.17 % de la población de la ciudad. De acuerdo con datos del censo INEGI 2020, unas 9579 declaran practicar la religión católica; unas 813 personas declararon profesar una religión protestante o cristiano evangélico; 15 personas declararon otra religión; y unas 730 personas que declararon no tener religión o no estar adscritas en alguna.
| Gráfica de evolución demográfica de Mineral del Monte entre 1900 y 2020                      |
|                                                                                              |
| Población de los censos y conteos del Instituto Nacional de Estadística y Geografía (INEGI). |

## Cultura

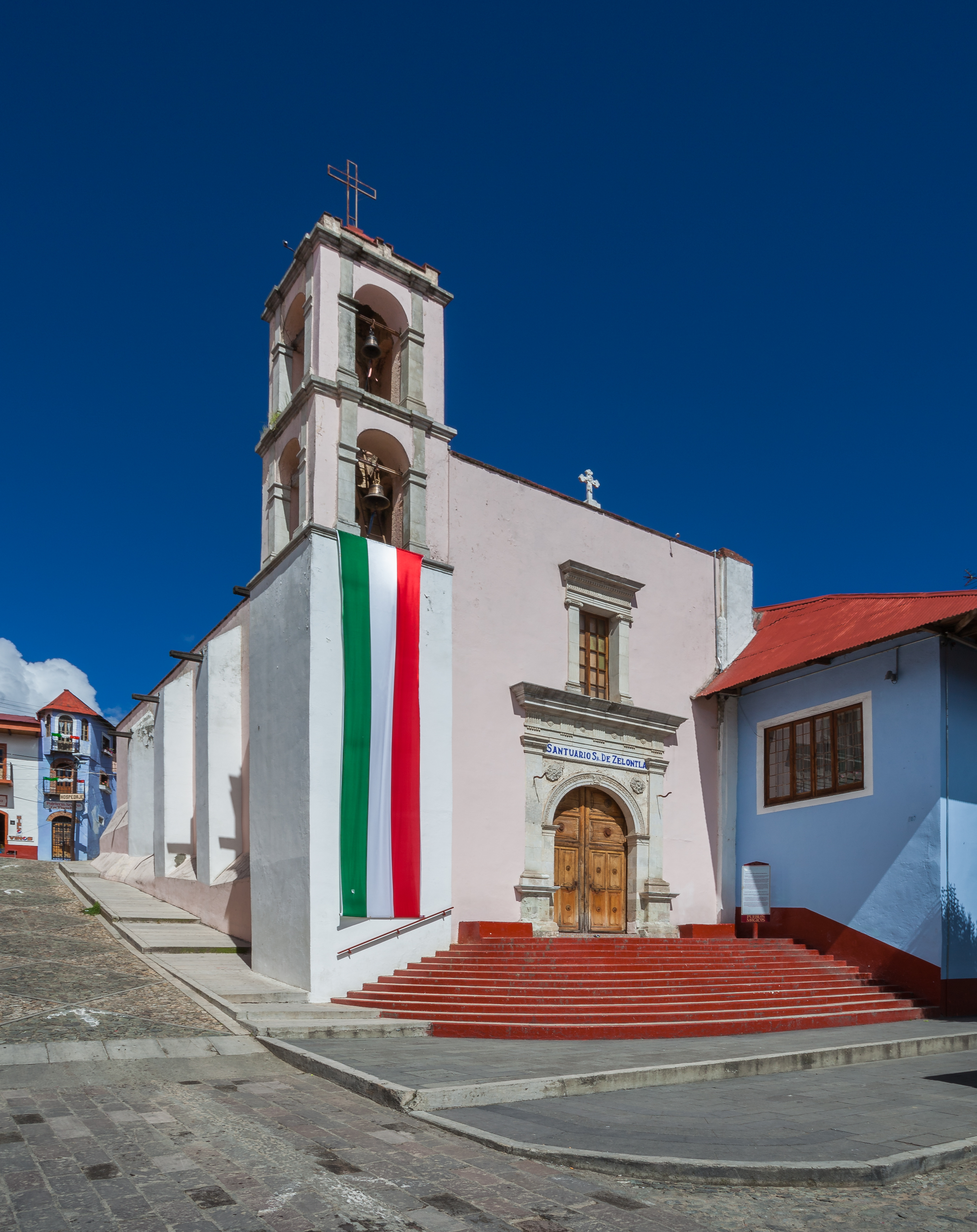
Capilla del Señor de Zelontla.

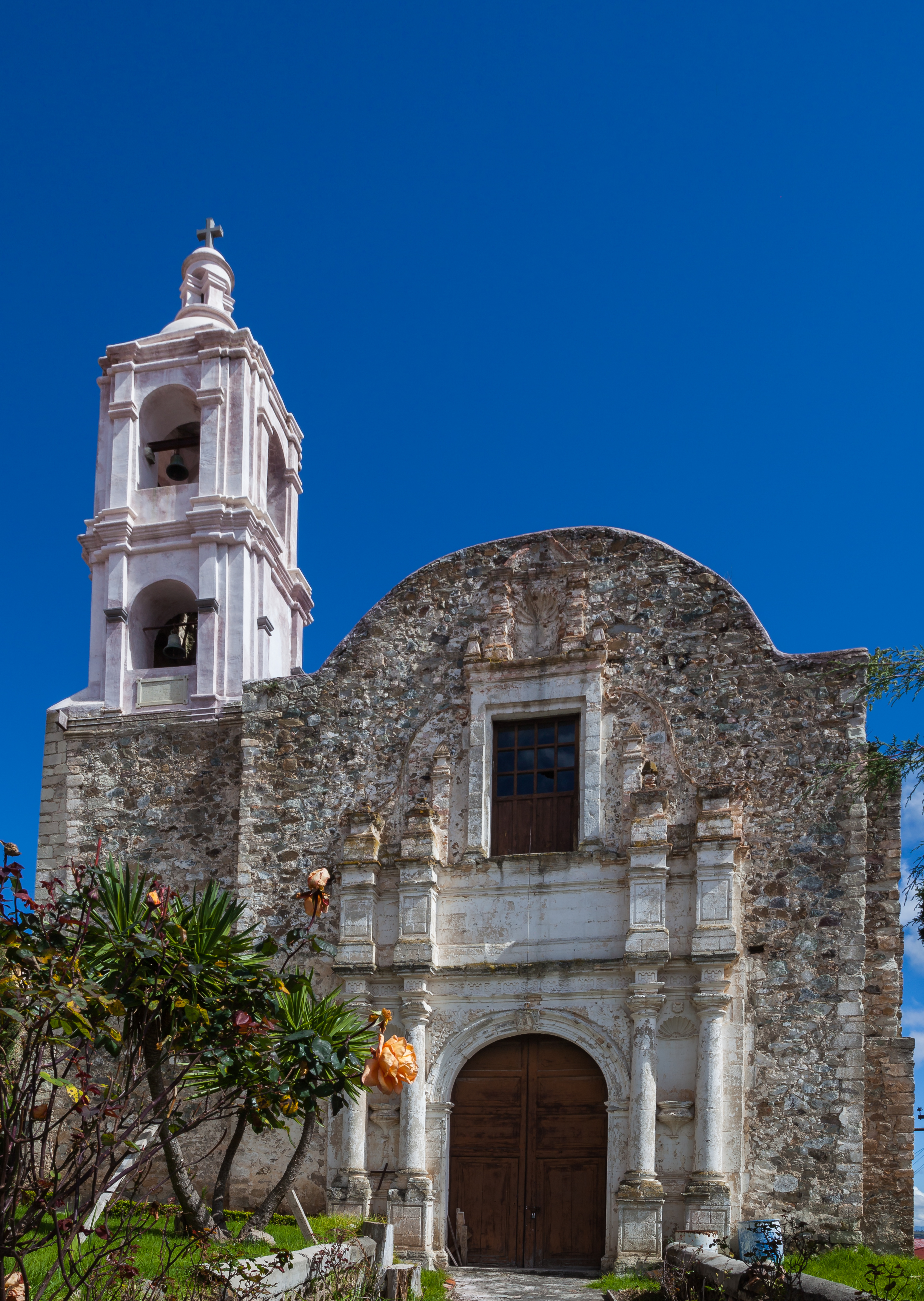
Capilla de la Santa Veracruz.

### Arquitectura

#### Capilla del Señor de Zelontla
Consta del templo, la sacristía, y una pequeña bodega; la superficie ocupada por el atrio se utilizó para colocar una escalinata que cubre todo el frente. Es de una sola nave, de mampostería, con cubierta de cañón seguido y piso de mosaico. El edificio inicialmente fue construido en honor a San Felipe, años después llegó la imagen del Sr. de Zelontla traída de España.

#### Capilla de la Santa Veracruz
Fue el segundo templo edificado en la ciudad por los frailes franciscanos de Pachuca: en 1584 se fundó la Cofradía de la Santa Veracruz y se construyó una discreta capilla, que fue demolida a finales del siglo XVIII. Entre 1718 y 1736 se realizó la edificación que hoy se conserva, a la izquierda de su fachada se yergue una torre cuadrangular con dos cuerpos campanarios, rematados por un macizo cupular con una linternilla, el segundo cuerpo aloja 4 campanas, posee una torrecita al sur, su sencilla portada barroca tiene un par de columnas en ambos lados del arco de la puerta. El interior conserva dos retablos dorados y fabricados en la segunda mitad del siglo XVIII, uno característico de la última etapa del barroco, y el otro, de dos cuerpos, muestra columnas estípite y las esculturas de Santa Anna y San Joaquín.

#### Parroquia Nuestra Señora del Rosario
Fue fundada por los franciscanos en el siglo XVI y fue objeto de diversas remodelaciones, el templo actual fue construido a principios del XVIII por el arquitecto Miguel Custodio Durán. Su diseño es de estilo barroco sobrio, compuesta por dos cuerpos y en el segundo, se exhibe un relieve de la Asunción tallado en cantera. Sus altares son típicos de la época del estilo neoclásico. Tiene dos torres, la del sur, con reloj, se agregó en 1842, financiada con donativos de mineros. Las campanas también fueron costeadas por los barreteros. La primera torre es de estilo español y la segunda torre es de estilo inglés.

Parroquia Nuestra Señora del Rosario
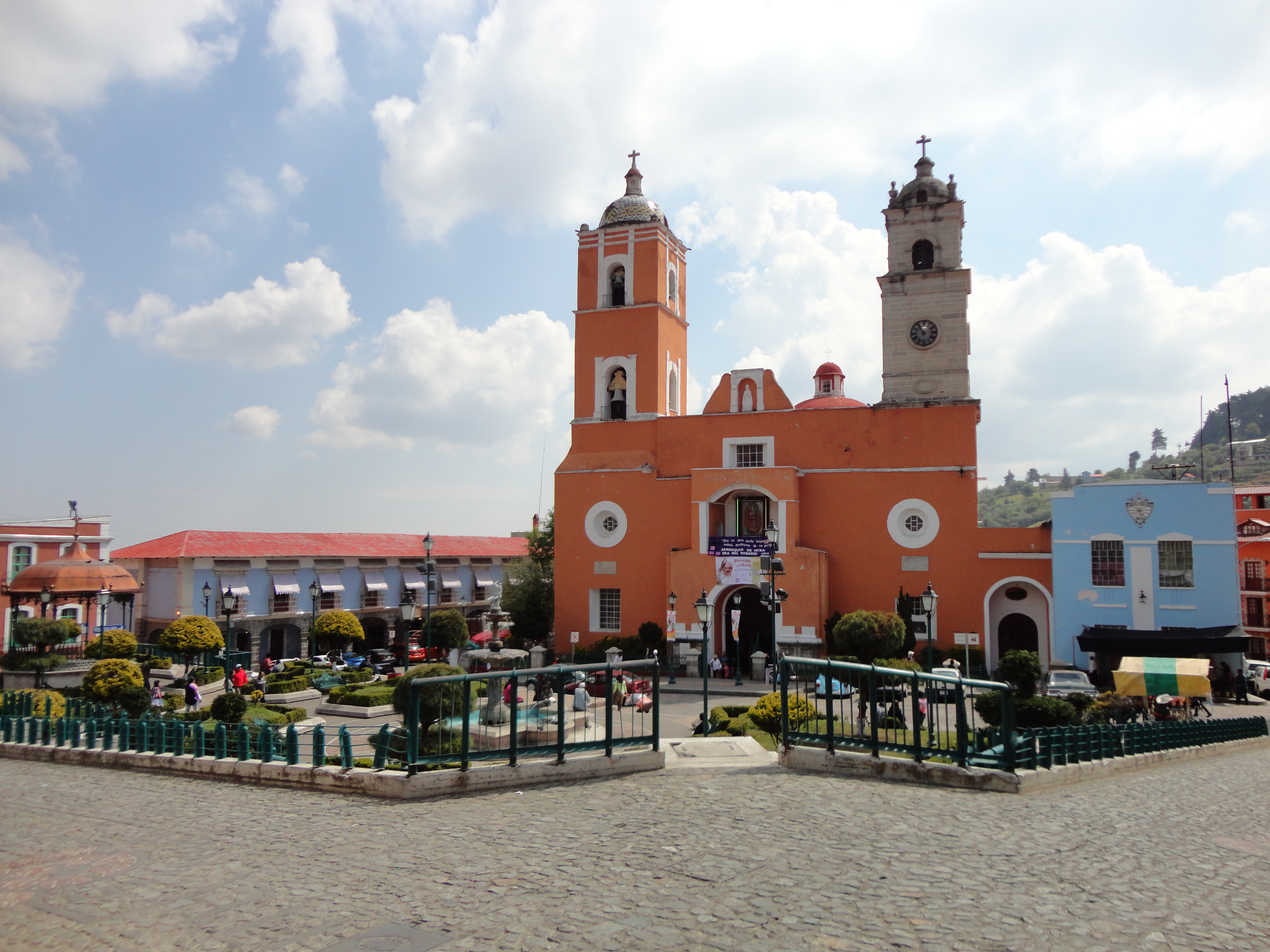
Fachada.
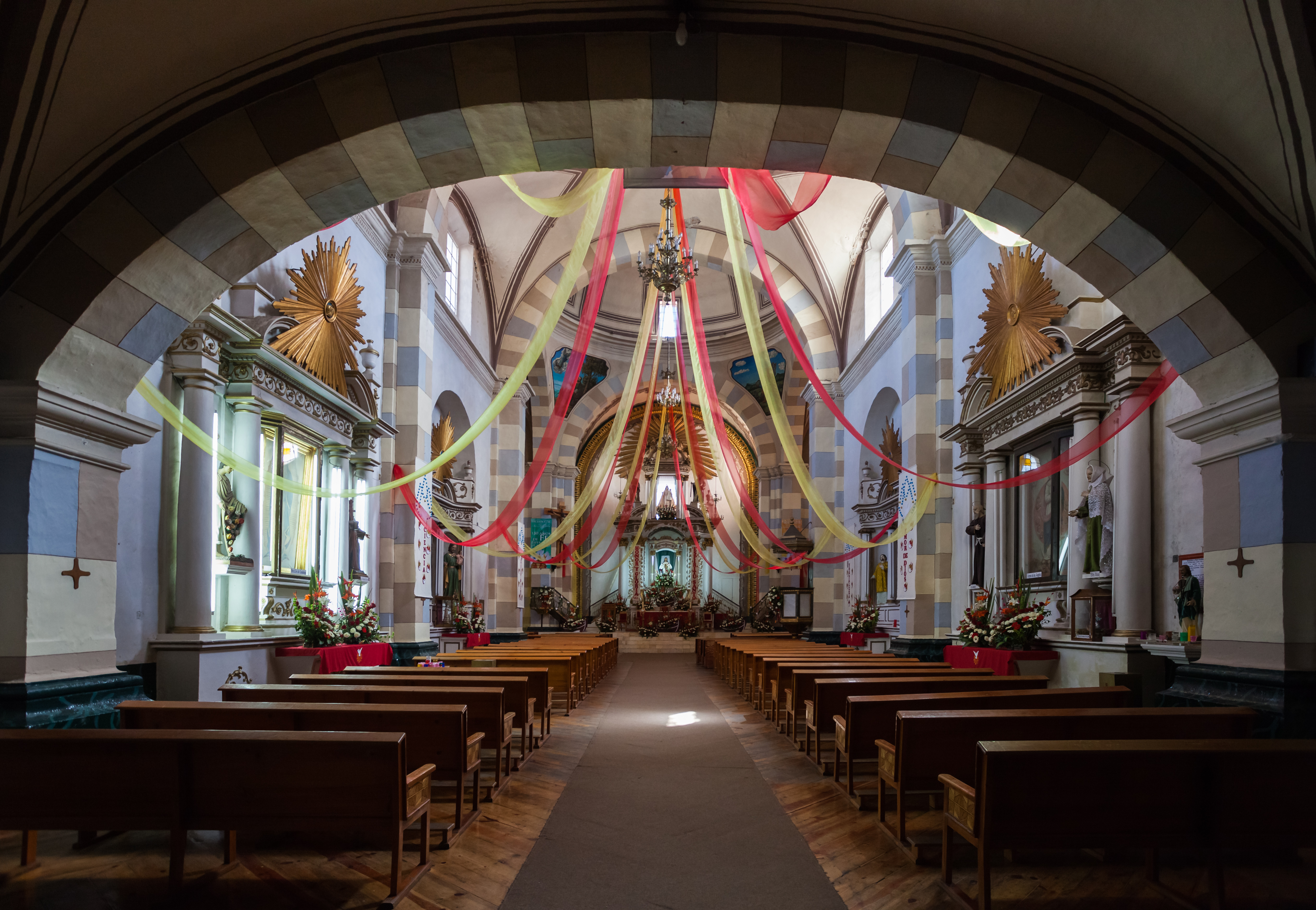
Interior.

#### Panteón inglés

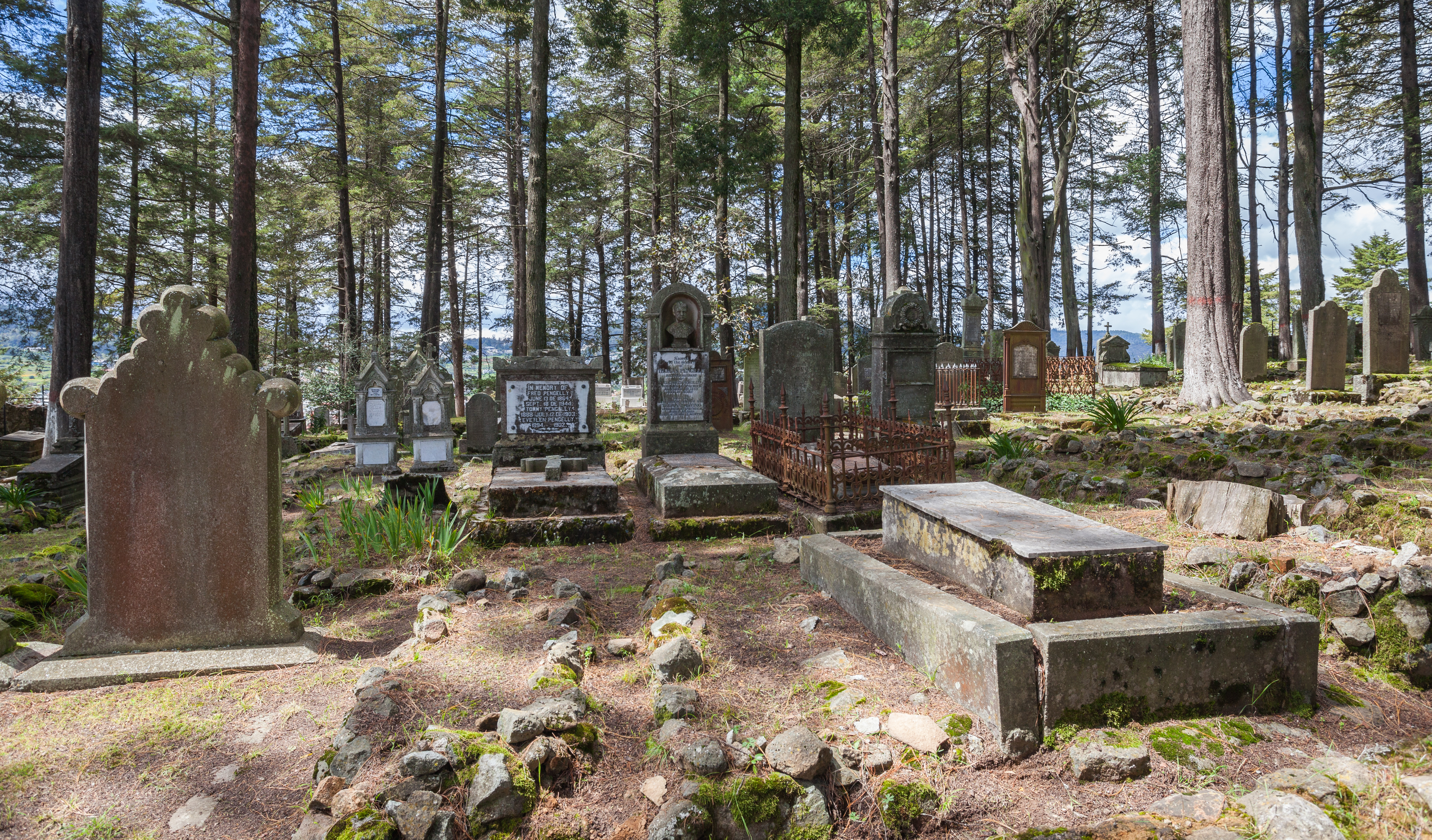
Panteón inglés.

El Panteón Inglés se encuentra en un cerro ubicado junto al cerro del Judío, en el barrio inglés de Mineral del Monte. Este cementerio se construyó en 1851, en un terreno donado por Thomas Straffon, quien fue uno de los primeros británicos que llegó con esposa e hijos, y era un funcionario de las compañías mineras que explotaban en ese tiempo varios fundos mineros del estado de Hidalgo.
Cuenta con 755 tumbas, la más antigua la del doctor Roberto Tindall (1834). Todas las sepulturas están alineadas y orientadas hacia Inglaterra, y existe una tumba que no tiene esa orientación. Se cree que es la tumba de Richard Bell, un payaso de fama mundial, que decidió fundar su propio circo y quedarse en México para dar funciones en todas las ciudades. Se dice que en una de sus giras conoció el panteón inglés y ordenó le compraran una tumba con la condición que no estuviera alineada hacia Inglaterra. Sin embargo las crónicas oficiales indican que Richard Bell murió y fue enterrado en Nueva York.
En las rejas del acceso al cementerio británico está un lema en inglés que dice Blessed are the dead who die in the Lord (Benditos son quienes mueren en el Señor).

### Monumentos

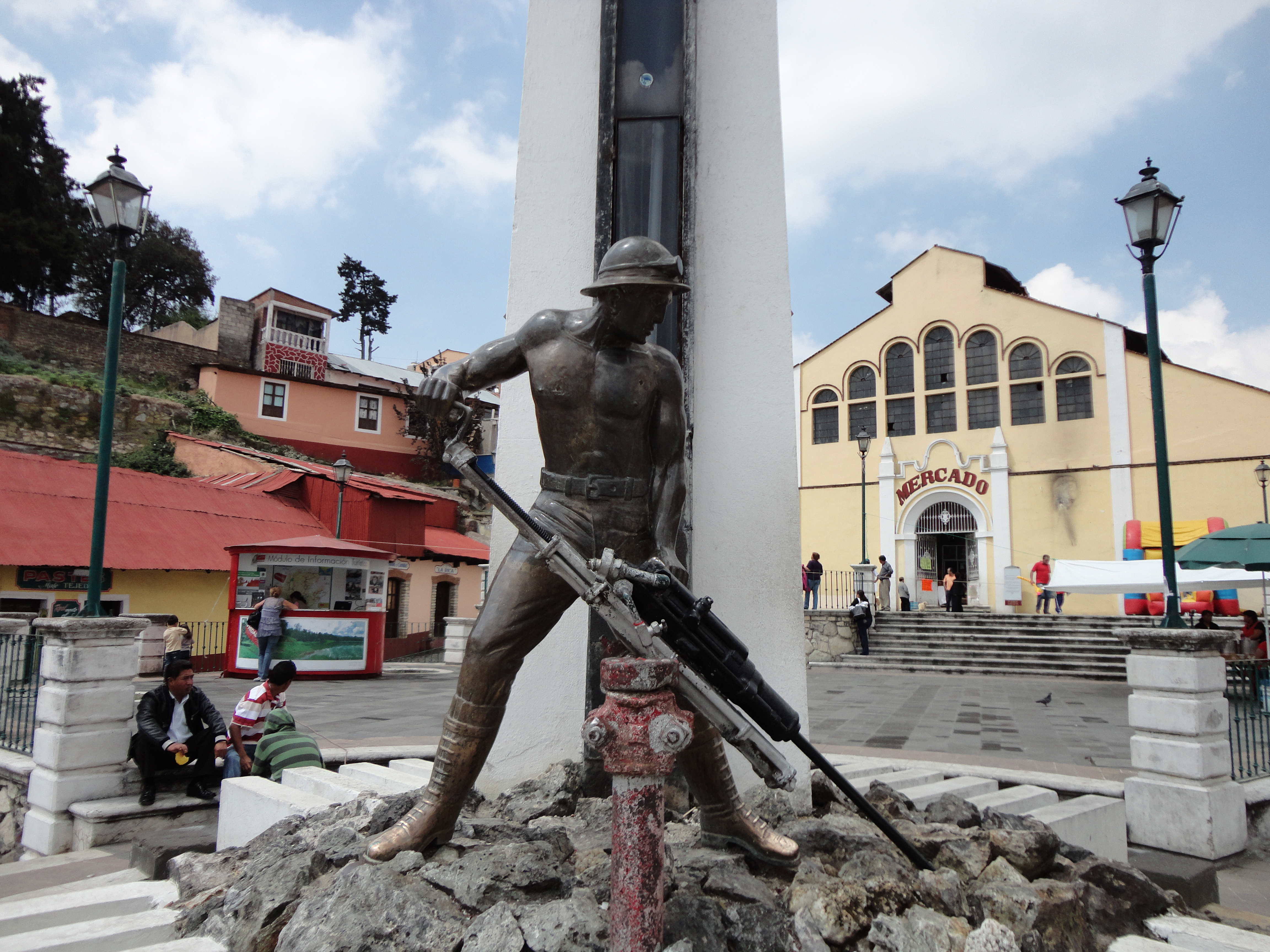
Monumento al minero anónimo.

Mineral del Monte se caracteriza por tener monumentos Históricos; de los cuales se pueden destacar los siguientes:
- A Miguel Hidalgo y Costilla. Inaugurado el 1 de enero de 1870, siendo presidente municipal Manuel Timoteo García, inicialmente se encontraba de espaldas a la casa marcada con el n.º 20 de la Av. Hidalgo; el 15 de septiembre de 1922 fue reconstruido siendo presidente Pedro L. Arriaga, colocándolo al centro de dicha calle, finalmente Andrés Rodríguez, presidente municipal, dispuso su traslado a la plaza principal, desde el 16 de septiembre de 1935.
- A Benito Juárez García: inicialmente se instaló frente a la escuela Rafael Cravioto que posteriormente se convirtió en el salón Juárez, fue inaugurado el 2 de octubre de 1921, ocho años después de haberse colocado la primera piedra. Años después fue trasladado al centro de la plaza Juárez.
- Al Minero Anónimo: Su construcción se debe a la iniciativa de la junta de mejoras, obra que se inició en noviembre de 1947 y se inauguró el 22 de marzo de 1951. Es la estatua vigorosa de un minero sostenido una perforadora auténtica, a sus pies se guarda una urna que contiene antiguos restos hallados en la Veta Santa Brígida, a sus espaldas se yergue un obelisco de gran altura iluminado por la noche y al fondo un mural con la historia de la minería.
- A la Primera Huelga en América: está ubicado en la explanada exterior de la mina "Dificultad" y fue inaugurado por José López Portillo en ocasión de la visita que hiciera como candidato a la Presidencia de la República, el 4 de mayo de 1976. Entre otras personalidades estuvieron presentes Jorge Rojo Lugo, gobernador del Estado y Miguel Martínez Villareal, presidente municipal.

### Festivales y fiestas populares

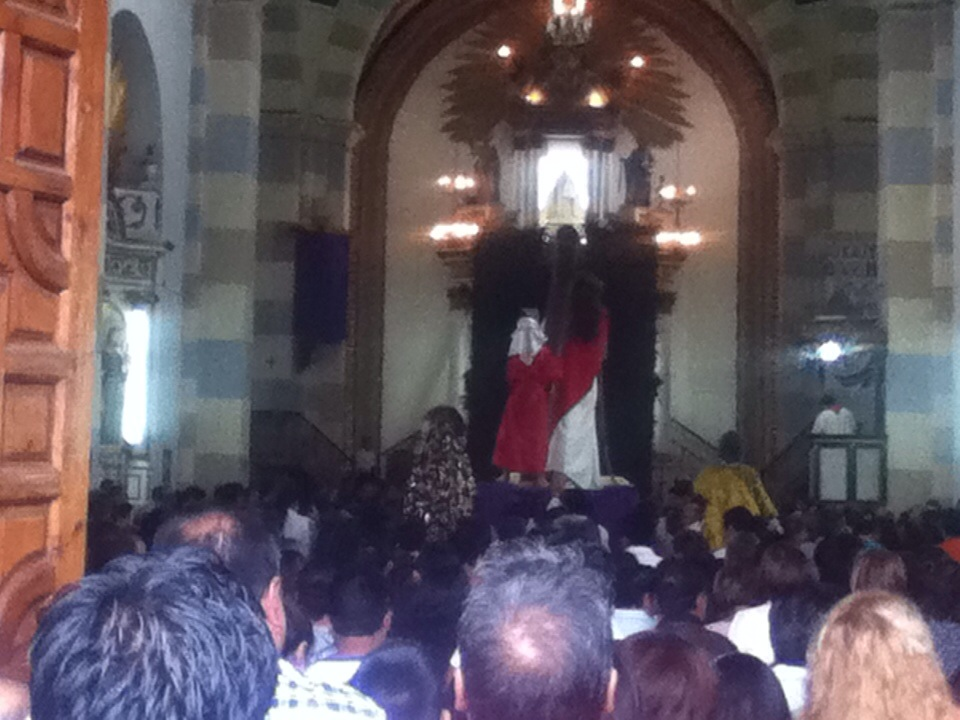
Semana Santa en Mineral del Monte.

El primero de enero de cada año, procedente de Pachuca, arriba una peregrinación católica a la parroquia de la Virgen del Rosario en la cual conducen al Santo Niño de Praga. En la segunda semana de enero, se celebran las festividades organizadas por los trabajadores mineros en torno a su Santo Patrono, el Sr. de Celontla, (del adverbio "Cel", "Sólo", y de "Ontla", "Compañía", vocablos nahuas). Con tal motivo se efectúan eventos deportivos, artísticos, serenatas y bailes populares, juegos pirotécnicos. Incluye la peregrinación que a lo largo de la avenida principal efectúa el gremio barretero, llevando sobre sus recios hombros las imágenes del Señor de Celontla y la Virgen del Rosario.
Se realiza un desfile anualmente con motivo de las fiestas de carnaval, en que participan carros alegóricos, multitud de mascarones y vistosos disfraces. El Jueves de Corpus, en el bosque de "El Hiloche", como marco incomparable, se verifican carreras de caballos, jineteo de novillos y otras suertes de la charrería, también se efectúan competencias en otros deportes y para finalizar, un baile popular. Durante Semana Santa en el Domingo de Ramos, en la que se conduce la imagen del "Señor Jerusalén", por la avenida principal y hasta la capilla ubicada en el barrio del mismo nombre.
Desde el año 2009, durante el mes de octubre se realiza Festival del Paste, donde se comercializarán alrededor de 20 mil pastes y asistencia de más de 15 mil visitantes.

### Museos

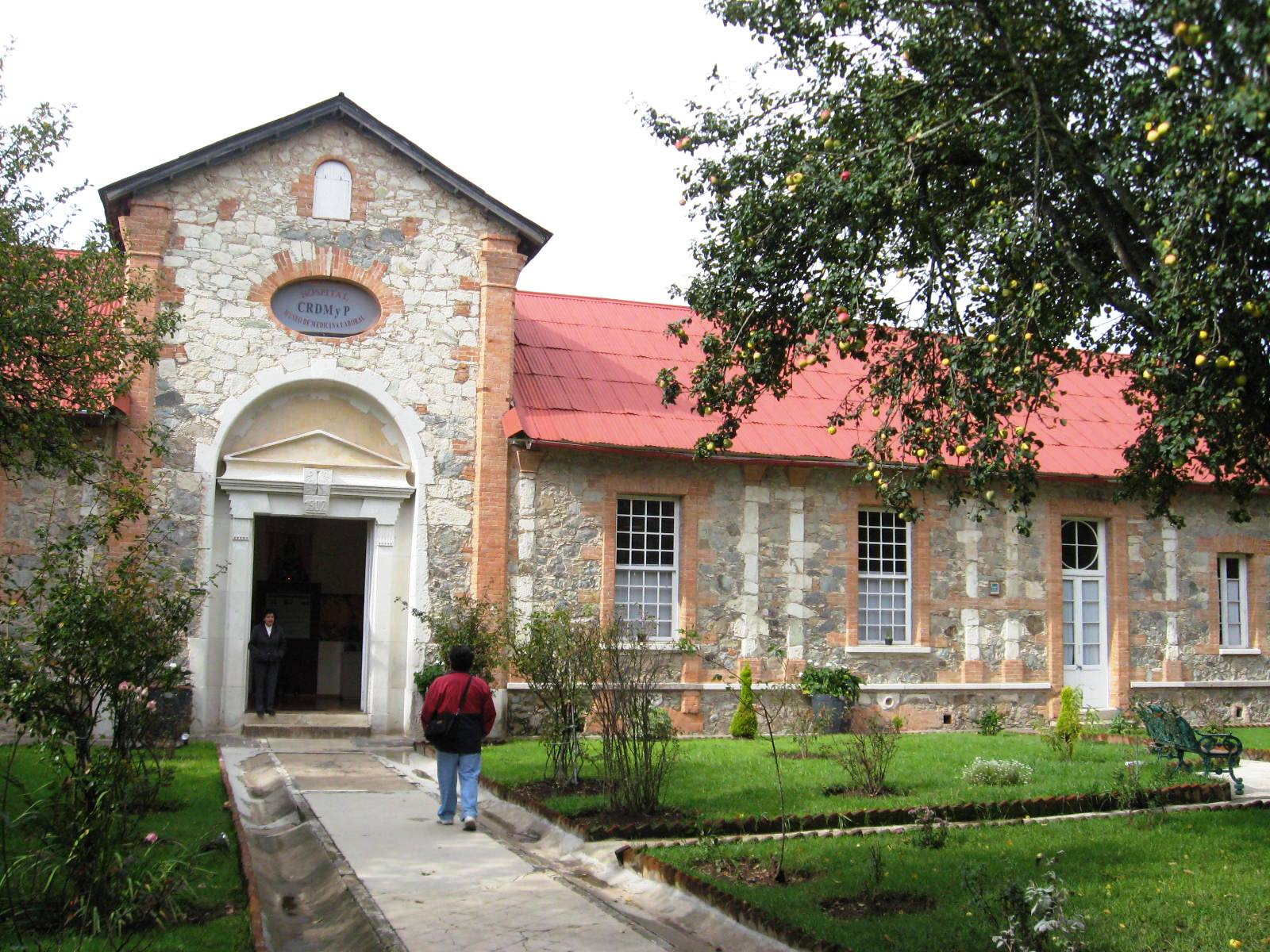
Museo de Medicina Laboral.

#### Museo de Sitio Mina de Acosta
La mina de Acosta inicia sus trabajos en 1727 y mantiene su actividad productiva hasta el año de 1985. En el sitio se encuentran vestigios e instalaciones arquitectónicas, de las diferentes etapas históricas: la colonia, la inmigración e inversión inglesa en la región iniciando la era del vapor y la llegada de la electricidad con los inversionistas norteamericanos. Se han realizado importantes trabajos de museografía en lo que funcionó como bodegas, cuartos de máquinas y un socavón de 400 metros que el visitante recorre equipado con casco, lámpara, botas y overol minero.

#### Museo de Medicina Laboral
El Centro Cultural Nicolás Zavala o Museo de Medicina Laboral. El Hospital minero fundado en 1907, fue creado a la colaboración de los barreteros (mineros) y la Compañía Real del Monte y Pachuca, con la finalidad de contar con un centro hospitalario para los trabajadores, en las instalaciones conserva , mobiliario y equipo médico utilizado desde su apertura. Cuenta con salas en donde se promueven exposiciones temporales de distintas expresiones artísticas. También posee con un auditorio, que se renta para eventos sociales y culturales.

#### Museo de Sitio Mina la Dificultad

Museo de Sitio Mina la Dificultad.

Se localiza en el barrio de Camacho y colindaba, en el siglo XIX, con las minas de Jesús María, Carretera, Ahuichote, El Tejocote y Vargas, perteneciente a la Compañía Aviadora de las Minas de Pachuca y Real del Monte. La denuncia de la mina la hicieron los Señores Martiarena el 5 de junio de 1865, quienes tras superar varios obstáculos, reciben la posesión de la mina y sus demasías, junto con su socio, el Sr. Chester, en agosto de 1866.

#### Museo del Paste

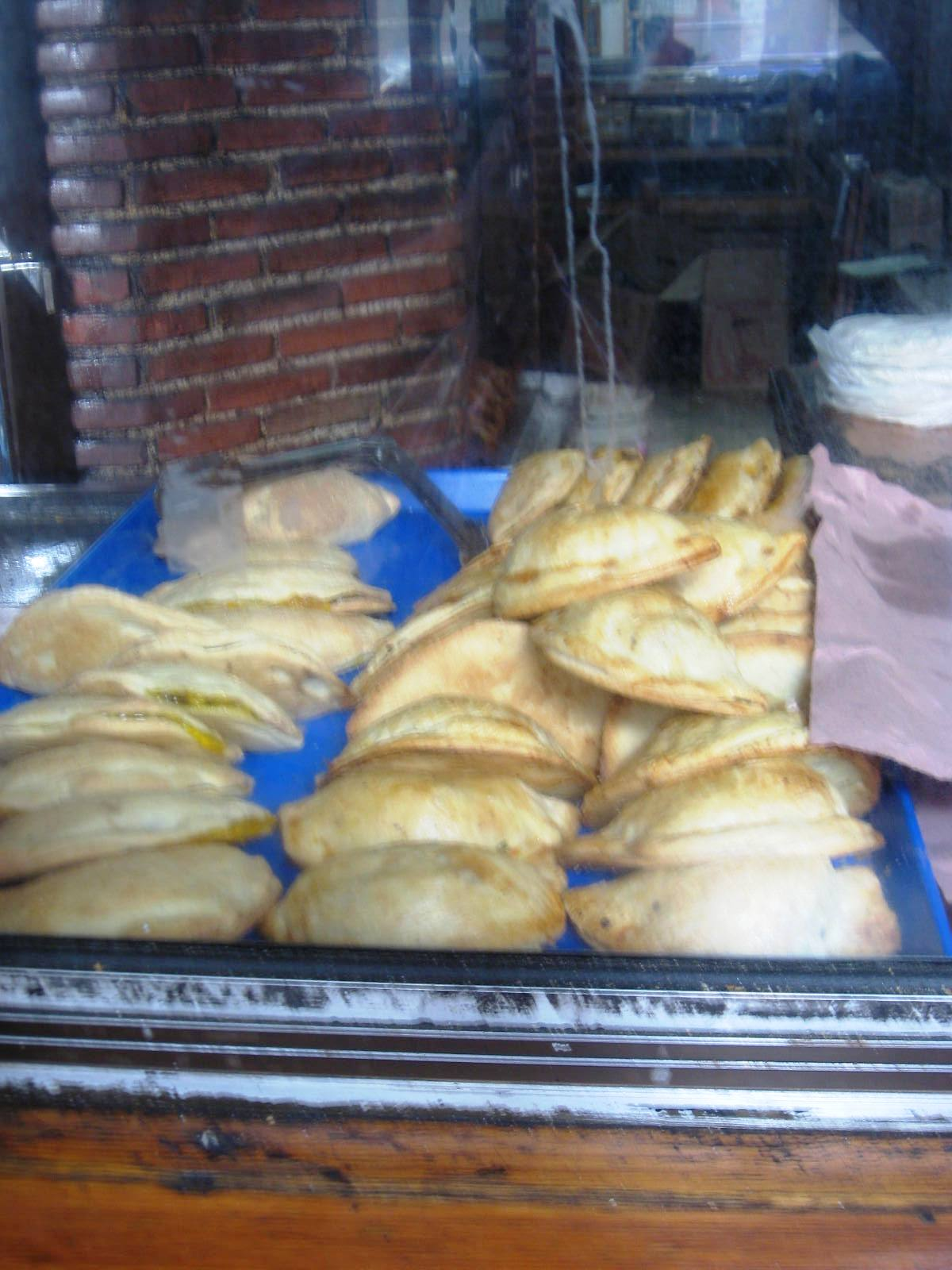
Pastes

Inaugurado el 12 de octubre de 2012. En él se puede apreciar, en forma interactiva, la elaboración de este tradicional platillo, también se observarán herramientas mineras, utensilios de cocina, entre otros instrumentos vinculados al quehacer cotidiano. El museo cuenta con un área audiovisual donde se proyecta la historia del municipio, así como la llegada del paste a través de los mineros ingleses, y una exposición fotográfica. En el lugar también cuenta con una cafetería y área infantil.

#### Museo Casa Grande
La Casa Grande fue construida entre los años 1765 y 1769, la denominada Casa Grande fue planeada con un esquema de patio central por mandato del Pedro Romero de Terreros, y terminada por la Compañía de Ingleses Aventureros de las Minas de Pachuca y del Real del Monte. En diciembre de 2007 la UAEH formaliza el inicio de los trabajos de intervención arquitectónica, consistente en la primera etapa; en 2009 se desarrolla la segunda etapa de restauración, intervención arquitectónica y obras adicionales. Este inmueble fue restaurado en su totalidad tardando 3 años y medio. Así, desde el año 2011 la UAEH concluye la restauración de Casa Grande y la trasforma en museo.

### Gastronomía
Entre la oferta gastronómica destaca el paste de origen córnico, que son unas empanadas rellenas con papa y carne molida, de acuerdo con la receta tradicional, aunque también los hay rellenos de pollo, piña, mole, atún con papa, etc.

## Economía

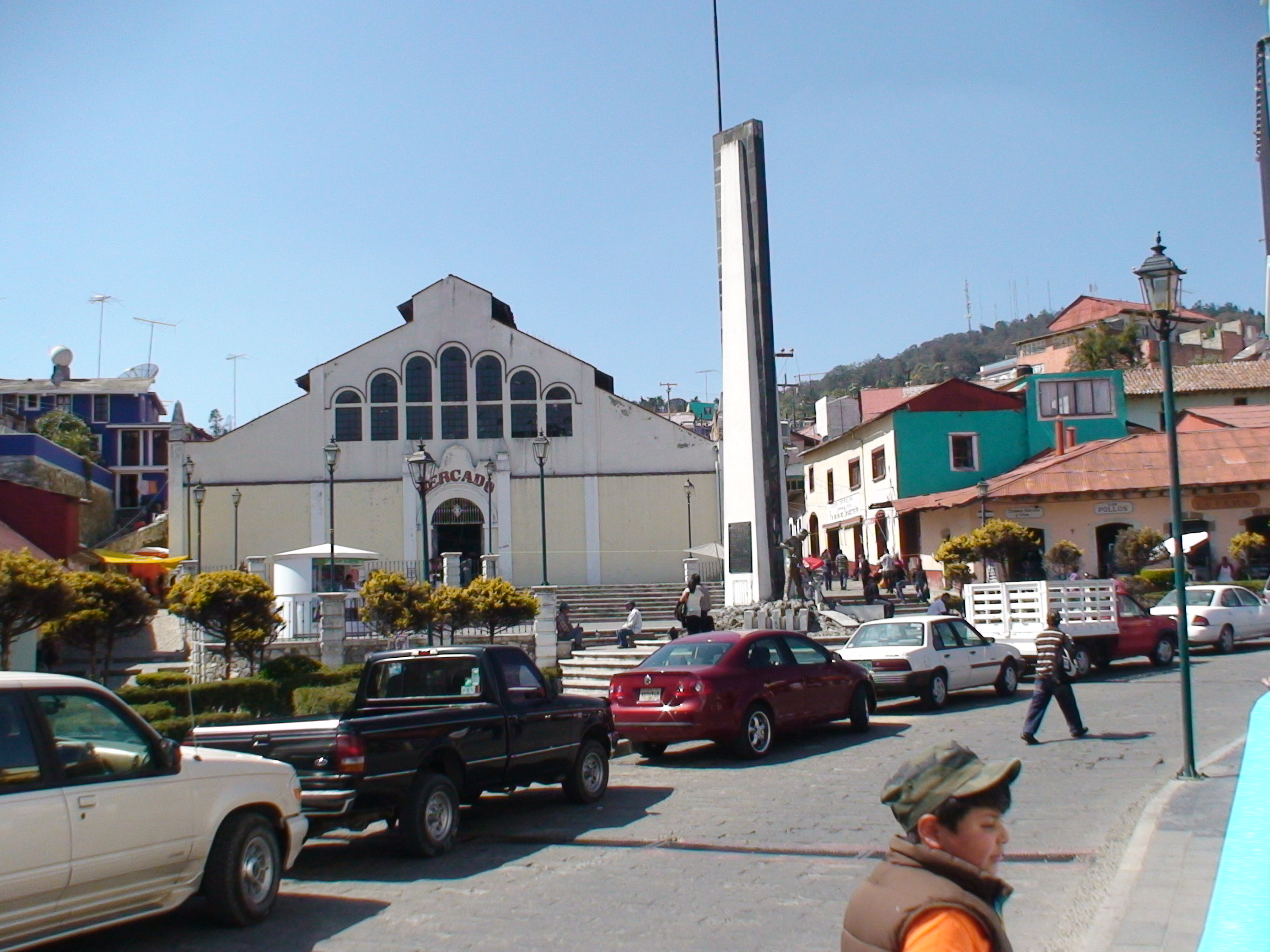
Mercado municipal.

La producción agrícola está basada en algunos cultivos de tipo cíclicos, la mayor parte de la superficie sembrada es de maíz, avena y cebada en grano. En la localidad se encuentra la Compañía Real del Monte y Pachuca y la Minera y Metalúrgica San Miguel, de las cuales destacan las torres y los arcos que dan acceso a las minas más importantes del estado las cuales son: la Purísima, la Dificultad y la Dolores.
En lo que respecta a los minerales metálicos en la mina La Rica y La Purísima, se produce la plata, el plomo, el zinc y el cobre. En lo que se refiere a la mina la Purísima (ampliación del desierto), se produce el cobre, el plomo, el zinc y el cadmio. La mina la Dificultad produce los minerales metálicos siguientes: el oro, la plata, el plomo, el zinc y el cobre.

## Ciudades hermanas
Ha establecido hermanamiento de ciudades con:
| Ciudad         | País        | Año de hermanamiento | Acuerdo | Ref.   |
| -------------- | ----------- | -------------------- | ------- | ------ |
| Camborne       | Reino Unido | 2008                 |         | [ 42 ] |
| Redruth        | Reino Unido | 2008                 |         | [ 42 ] |
| Ciudad Mendoza | México      | 2010                 |         | [ 43 ] |